# Joaquín Mariano Belgrano
Joaquín Mariano Belgrano (Montevideo, Uruguay, 5 de agosto de 1854 - París, Francia, 7 de marzo de 1901) fue un arquitecto recibido en Francia y radicado en Argentina, en donde realizó la mayor parte de su obra, entre 1880 y 1901.

## Estudios
Luego de realizar sus estudios preparatorios en Montevideo, se trasladó a Francia y allí, siendo admitido el 17 de octubre de 1873, ingresó por concurso a la École des Beaux Arts de París, donde cursó la carrera de arquitecto, obteniendo su graduación el 2 de agosto de 1875. Fue influido en sus comienzos por el neoclasicismo helénico, pero en forma gradual se alejó de esa tendencia para sumarse al eclecticismo dominante hacia el fin del siglo. De regreso en Montevideo, dedicó tres años a estudiar geología y mineralogía, con el propósito de encabezar explotaciones mineras que no llegaron a concretarse. Ejerció su profesión en la Banda Oriental hasta fines de la década de 1870, para luego trasladarse a la Argentina y elegir como lugar de residencia a la ciudad de San Fernando, Provincia de Buenos Aires. 
En diciembre de 1880, presentó una solicitud a la Facultad de Ciencias Exactas, Físicas y Naturales para la revalidación de su título. Para tal revalidación, Joaquín presentó una tesis que aparentemente no publicó y tuvo como tema un teatro diurno para 3000 personas.
La obtención de su título lo convirtió en el séptimo arquitecto argentino y le permitió formar parte del reducido grupo de primeros nueve graduados, entre 1878 y 1900. La lista de esta camada inicial la conformaron: Ernesto Bunge, Juan Antonio Buschiazzo, Juan Martín Burgos, Enrique Äberg, Juan Bautista Arnaldi, Ramón Giner, Joaquín Belgrano, José María Inurrigarro y Miguel Salvador de Estrada.

## Biografía
El 26 de mayo de 1880, recién instalado en Buenos Aires, fue firmante, junto con su padre y muchos otros descendientes de próceres de la independencia, de una carta dirigida a la Comisión responsable de la repatriación de los restos del General San Martín. A través de ella ponían a su disposición, para su publicación, un poema conmemorativo de tan  histórico acontecimiento, titulado "Ante los restos de San Martín". 
En ese mismo año,1880, ingresó al Departamento de Ingenieros como dibujante proyectista. En 1881 fue nombrado Secretario del Consejo de Obras Públicas y posteriormente se desempeñó como Jefe de la Sala de Dibujo, Ingeniero de Primera Clase e Ingeniero de Segunda Clase.
El 18 de marzo de 1886, Ernesto Bunge (primer presidente) y Joaquín Belgrano (primer secretario), lideraron la fundación de la SCA (Sociedad Central de Arquitectos), en compañía de los siguientes arquitectos e ingenieros: Adolfo Büttner, Carlos Altgelt, Otto von Arnim, Juan Martín Burgos, Juan Antonio Buschiazzo, Julio Dormal, Enrique Joostens y Fernando Moog.
En diciembre del mismo año (1886), ante una crisis institucional, producto de elecciones fallidas del recién creado cargo de intendente (nueva Ley Orgánica de las Municipalidades), el gobierno de la intervención provincial, encabezado por Lucio V. López, designó a Arístedes Sacriste como comisionado municipal para San Fernando, quien sólo gobernó un mes. Lo reemplazó una junta de vecinos notables, entre los que se encontraban: Antonio Obligado, M. Cúneo, Juan Manuel Marana, Julio Núñez, Bernardo Garay, Joaquín Belgrano, Vicente Gandolfo, Jorge Wilson, Gregorio Quirno Costa y José de Marzi, entre otros. Recién el 27 de noviembre de 1887, se normalizó la situación pudiéndose elegir las autoridades municipales y del Concejo Deliberante, por primera vez. Tras imponerse en elecciones limpias y pacíficas, Santiago Albarracín se constituyó como el primer intendente del Partido de San Fernando.
Del 6 de mayo al 31 de octubre de 1889 participó, como jefe de la delegación de la República Argentina, de la Exposición Universal de París (1889), conmemorativa del centenario de la Revolución Francesa.
En el campo de la enseñanza, fue uno de los primeros profesores en la Carrera de Arquitectura de la Facultad de Ciencias Exactas, Físicas y Naturales de la Universidad de Buenos Aires. Se inició como suplente de arquitectura el 16 de febrero de 1886; el 14 de junio de 1887 fue promovido a titular de dibujo y el 6 de junio a titular de arquitectura, cátedra a la que renunció el 29 de septiembre de 1897.
En 1894 fue nombrado Inspector General de Arquitectura, cargo creado en 1881 y en el cual lo habían antecedido Enrique Äberg, Francesco Tamburini y Carlos Massini. Belgrano siguió desempeñándose en esta función al crearse el Ministerio de Obras Públicas de la Nación (1898), en sustitución del Departamento de Ingenieros, y lo seguiría haciendo hasta su muerte.
A principios del año 1895 fue convocado un concurso internacional a efectos de elegir el mejor proyecto para la construcción del nuevo edificio del Congreso de la Nación Argentina. El decreto correspondiente creó una Comisión, la cual quedó integrada el 20 de febrero de 1895 por Carlos Pellegrini, los senadores Rafael Igarzábal y Carlos Doncel, y los diputados Francisco Alcobendas y Alfredo Demarchi. Ésta elaboró, entre el 22 de marzo de 1895 y el 1º de diciembre de 1896, diecinueve actas y en la quinta se hace constar que, como consultores, se nombra a tres arquitectos para “explicar verbalmente los planos” presentados al concurso: Joaquín Mariano Belgrano, Juan Antonio Buschiazzo y Jacques Dunant. Tres meses después se aceptarían los planos nuevos presentados por Vittorio Meano, el arquitecto premiado.
Entre 1896 y 1898, en su carácter de Teniente Coronel de la Guardia Nacional, formó parte de la Primera Conscripción Obligatoria que, con base en Cura Malal, lo tuvo como integrante de la comandancia de Tandil, a las órdenes del general Luis María Campos y acompañado por el General José Ignacio Garmendia y los Tenientes Coroneles, Carlos Campos y Faustino de Lezica.
En 1901, Alejandro Christophersen, Paul Hary y Joaquín Belgrano, fundaron la Escuela de Arquitectura, bajo la inspiración de la École des Beaux Arts de París.
Sobrino bisnieto de los hermanos General Manuel Belgrano, Francisco Belgrano, Joaquín Cayetano Belgrano, Miguel Belgrano y Carlos José Belgrano, e hijo de Joaquín Bernardino Belgrano y María de la Paz Villarino Márquez (sobrina de Bernabé Márquez), había contraído matrimonio el 3 de mayo de 1881 con Josefina Rawson Rojo (hija de Guillermo Rawson y Jacinta Rojo), tía segunda del General Arturo Rawson, sobrina de Franklin Rawson y Camilo Rojo, nieta paterna del estadounidense Amán Rawson y nieta materna de José Rudecindo Rojo. Joaquín y Josefina fueron padres de siete hijos, entre 1886 y 1900 (Joaquín Guillermo Mariano Silvio, el arquitecto Mariano Rómulo Joaquín Gerónimo, María Lucía Guillermina, María Eloísa Josefina Paula Joaquina Edita, Luis María Joaquín Bernardino Fernando Manuel, Alicia Filomena Luisa Manuela Joaquina Tiburcia y Josefina Lía Francisca Joaquina Fernanda Ezequiela), todos criados en San Fernando, Buenos Aires.

## Obras
Fue autor del proyecto de terminación de la Casa Rosada y de la Iglesia de Santa Lucía, en el año 1887. También fue quien realizó la modificación de la fachada de la Iglesia de San Juan, el primer edificio del Banco Español (Casa Central) y las residencias del Ingeniero Guillermo White, de Joaquín Cullen, de Juan José Blaquier, de Carlos Rodríguez Larreta, de José María Belgrano, de Norberto Quirno Costa (donada al Ministerio de Guerra), de Augusto Coelho, de M. Sestagaray; así como de las casas de departamentos del señor Alfonso Ayerza y de la fachada de la casa de Gregorio Soler, actualmente Hotel Odeón.
Asimismo, fueron obras suyas, todas en San Fernando, su propia residencia, el  Palacio Belgrano Otamendi, la ampliación de la casa de la quinta Santa Cecilia de Martín Jacobé, actualmente Museo de la Ciudad de San Fernando, y la casa de veraneo del Ingeniero Guillermo White.
Intervino como arquitecto en la restauración y ampliación del casco de la Estancia San Juan, de Leonardo Pereyra Iraola, hoy convertida en Escuela de Policía Juan Vucetich, fue autor del casco de Quinta Grande de Estancia Las Hormigas, de Alfonso Ayerza, y de la casa de campo del señor Frías.
Belgrano construyó mausoleos en el Cementerio de la Recoleta para las familias Ayerza, Frías, Pereyra Iraola, Jacobé, Piñeyro (restauración), y para su propia familia.
Por su cargo oficial, estuvo directamente vinculado a las siguientes obras públicas: 
- Escuela Normal en Azul.

- Colegio Nacional de Mendoza.

- Escuela Normal de Maestros en la provincia de San Juan.

- Escuela Normal de Profesoras en Concepción del Uruguay.
- Escuela Elemental de Niñas / Hoy Escuela Carlos Tejedor.

- Escuela Graduada en Curuzú Cuatiá.
- Escuela Normal en Mercedes.

- Depósito de Cartuchos y Muelles en la Isla Martín García.

- Resguardo de Dársena Norte (Buenos Aires, anteproyecto).

- Faro San Martín en San Antonio de Areco.

- Resguardo en Atalaya en la ciudad de Magdalena.

- Subprefectura de Tigre.

- Colegio Nacional de Paraná (proyecto no ejecutado).

- Colegio Nacional en la provincia de San Juan.

- Asilo de Leprosos en la provincia de Corrientes.

- Anteproyecto de la fachada de la Iglesia de Nuestra Señora de Aránzazu en San Fernando.

- Anteproyecto de la Escuela Normal en Esperanza.

- Receptoría en Villa Constitución.[10]

Debido a su muerte prematura, dejó proyectadas importantes realizaciones, como la Cárcel Correccional de Menores, varios edificios escolares en Jujuy y Catamarca, la Estación Central de Ferrocarriles, y también un proyecto destinado a proteger la sala de la jura de la independencia en la casa que había sido de doña Francisca Bazán de Laguna, hoy conocida popularmente como la Casa de Tucumán.

## Muerte
En plena actividad como inspector general de Arquitectura de la Nación, y con su regreso ya planificado para la inauguración de la Escuela de Arquitectura, Joaquín Mariano Belgrano murió repentinamente, en París, el 7 de marzo de 1901. Luego de un servicio religioso en l'église Saint-François-Xavier, sus restos fueron trasladados a la ciudad de Buenos Aires e inhumados en la bóveda de su propiedad, en el Cementerio de la Recoleta. Tres años después, la Revista Técnica Arquitectura, órgano de la Sociedad Central de Arquitectos, redactada por los arquitectos Eduardo Le Monnier y Bartolomé Raffo, en su número del 15 de mayo de 1904 le dedicó un artículo calificándolo como “uno de nuestros artistas mas geniales”.  Alejandro Christophersen resumió su opinión acerca de la figura de Joaquín con las siguientes palabras: "Belgrano era un erudito y un artista".